# Torneo Acropolis 2021
Il Torneo Acropolis 2021 si è svolto dal 18 al 20 agosto 2021.
Gli incontri si sono disputati presso l'impianto O.A.K.A. Olympic Indoor Hall di Atene.

## Squadre partecipanti
- Grecia
- Messico
- Porto Rico
- Serbia

## Risultati
| Atene 18 agosto 2021, ore 17:00 UTC+2 | Serbia | 80 – 68 (21–19, 28-11, 14–13, 22–20) | Porto Rico | O.A.K.A. Olympic Indoor Hall |

| Atene 18 agosto 2021, ore 19:30 UTC+2 | Grecia | 101 – 98 (26–20, 26–24, 22–24, 27–30) | Messico | O.A.K.A. Olympic Indoor Hall |

| Atene 19 agosto 2021, ore 17:00 UTC+2 | Serbia | 104 – 67 (27–20, 24–15, 34–13, 19–19) | Messico | O.A.K.A. Olympic Indoor Hall |

| Atene 19 agosto 2021, ore 19:30 UTC+2 | Grecia | 77 – 69 (14–18, 18–13, 15–19, 30–19) | Porto Rico | O.A.K.A. Olympic Indoor Hall |

| Atene 20 agosto 2021, ore 17:00 UTC+2 | Porto Rico | 75 – 72 (9–18, 25–25, 24–14, 14–18) | Messico | O.A.K.A. Olympic Indoor Hall |

| Atene 20 agosto 2021, ore 19:30 UTC+2 | Grecia | 64 – 75 (21–19, 13–18, 11–23, 19–15) | Serbia | O.A.K.A. Olympic Indoor Hall |

## Classifica
| -  | Team       | Pt | V - P | Pf - Ps | Dp |
| -- | ---------- | -- | ----- | ------- | -- |
| 1. | Serbia     | 6  | 3 - 0 |         |    |
| 2. | Grecia     | 4  | 2 - 1 |         |    |
| 3. | Porto Rico | 2  | 1 - 2 |         |    |
| 4. | Messico    | 0  | 0 - 3 |         |    |